# K computer

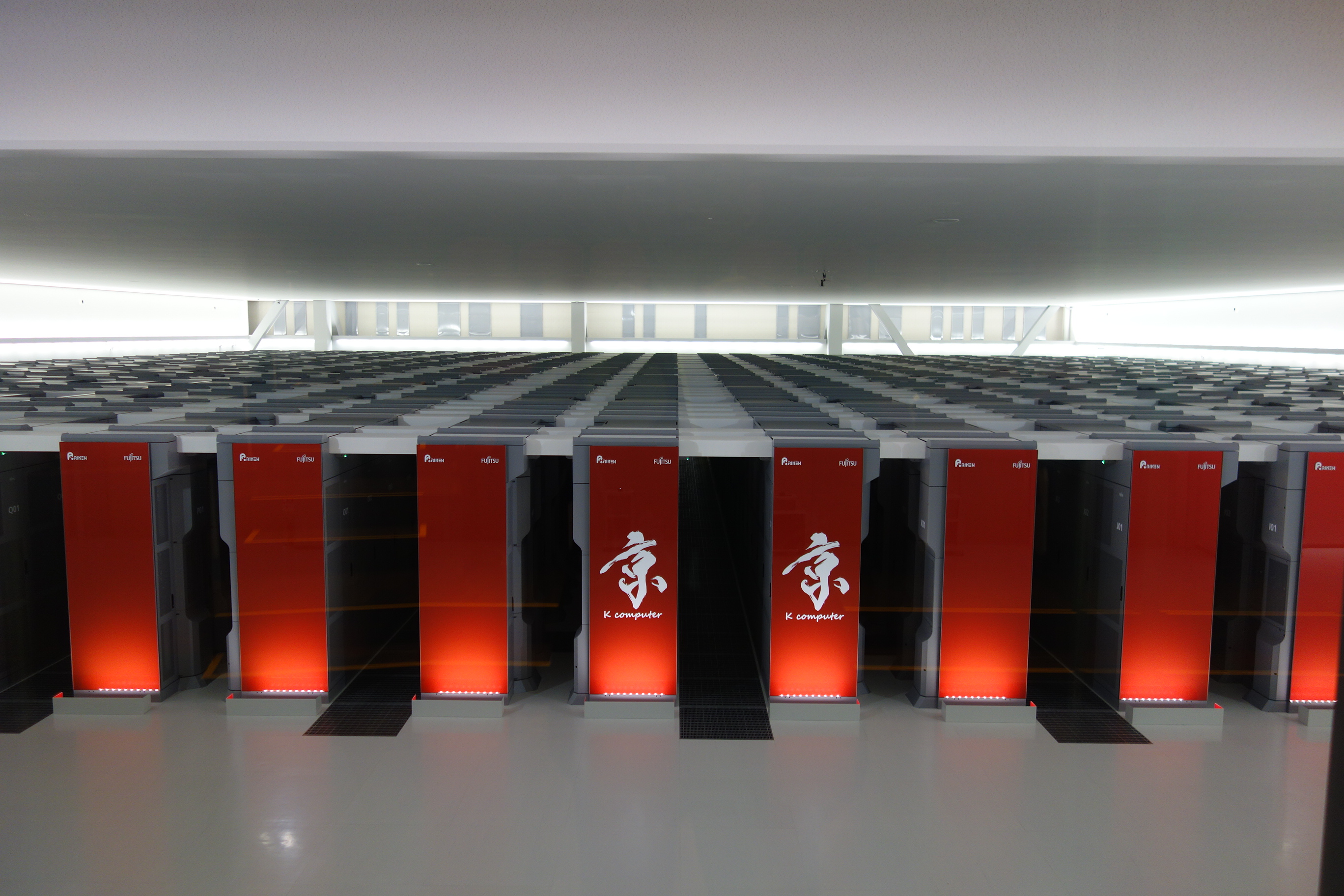
K computer

K computer — японський суперкомп'ютер, створений компанією «Fujitsu» для одного з інститутів Riken у Кобе, префектура Хьоґо. Уперше запущений у 2011 році. Названий японський словом «kei» (яп. 京), що означає 10 квадрильйонів (1016).
20 липня 2011 року організаційний комітет проекту ТОП500 проінформував, що на основі вимірювання продуктивності тестом LINPACK, К посів перше місце у світі, досягши продуктивності 8,162 петафлопс та обчислювальної ефективності 93,0 %.
Попередній рекорд був встановлений на китайському суперкомп'ютері «NUDT» Tianhe-1A, продуктивність якого сягала 2,507 петафлопс. Список рекордів продуктивності суперкомп'ютерів оновлюють щопівроку, і часта зміна перших позицій свідчить про швидкі темпи нарощування обчислювальних потужностей.
У 37-й редакції списку TOP500, який був представлений на 26-й міжнародній конференції з суперкомп´ютерів у Гамбурзі, «K computer» посів перше місце.
К використовує 88 128 2-гігагерцових 8 ядерних процесорів SPARC64 VIIIfx виробництва Fujitsu, змонтованих у 864 стійки.
Кожна стійка містить 96 обчислювальних вузлів та 6 вузлів вводу/виводу. Кожен обчислювальний вузол містить один процесор та 16 ГБ пам'яті. Встановлене водяне охолодження зменшує споживання електроенергії та покращує стійкість до збоїв.
Станом на листопад 2018 «K» 18-й найшвидший у світі комп'ютер, перше місце займає IBM Summit (суперкомп'ютер) та Sierra (суперкомп'ютер).
Станом на листопад 2018, займає третє місце за тестом HPCG. До червня 2018 року займав перше місце, однак його змістили IBM Summit (суперкомп'ютер) та Sierra (суперкомп'ютер).